# Похронска Полхора
Похронска Полхора (слч. Pohronská Polhora) насељено је мјесто са административним статусом сеоске општине (слч. obec) у округу Брезно, у Банскобистричком крају, Словачка Република.

## Становништво
| Година:    | 1994. | 2004.   | 2014.   | 2024.   |
| ---------- | ----- | ------- | ------- | ------- |
| Број људи: | 1592  | 1707    | 1768    | 1678    |
| Разлика:   |       | +7,22 % | +3,57 % | -5,09 % |

| Година:    | 2023. | 2024.   |
| ---------- | ----- | ------- |
| Број људи: | 1689  | 1678    |
| Разлика:   |       | -0,65 % |

Према подацима о броју становника из 2011. године насеље је имало 1.765 становника.